# Ministère des Finances (Japon)
Pour les articles homonymes, voir Ministère des Finances.
Le ministère des Finances (財務省, Zaimu-shō) est un des départements ministériels du Cabinet du Japon, officiellement traduit en anglais par Ministry of Finance (MoF).
Il a été créé le 6 janvier 2001, lors de la réorganisation du deuxième cabinet de Yoshirō Mori qui a été le premier à mettre en place la réforme de l'administration centrale de 1998. Il est l'héritier de l'ancien ministère du Trésor (大蔵省, Ōkura-shō, également traduit officiellement en anglais par Ministry of Finance), tout en ayant des compétences moins larges que ce dernier.
Il siège au 3-1-1 Kasumigaseki, Chiyoda-ku à Tokyo. Il est dirigé par le ministre des Finances (財務大臣, Zaimu-daijin). Il s'agit, depuis le 1er octobre 2024, de Katsunobu Katō, qui occupe ce poste dans le cabinet de Shigeru Ishiba.

## Mission
Comme son prédécesseur l'ancien ministère du Trésor, il s'agit de l'un des plus importants et des plus puissants ministères japonais, placé en quatrième position en ordre de préséance derrière ceux des Affaires intérieures et des Communications, de la Justice et des Affaires étrangères. Le choix de ce dernier fait toujours l'objet d'une intense couverture médiatique, tant nationale qu'internationale, et est confié généralement à des personnalités politiques de poids et d'expérience. Kiichi Miyazawa (de 1987 à 1988), Wataru Kubo (en 1996) et Naoto Kan (en 2010) ont tous trois été vice-Premiers ministres (un titre spécial qui n'est pas décerné dans chaque gouvernement) en même temps que ministres du Trésor ou des Finances. Actuellement, et depuis le 8 juin 2010, le Premier ministre et le chef de l'opposition parlementaire ont tous deux par le passé exercé cette fonction : il s'agit respectivement de Naoto Kan de janvier à juin 2010, et Sadakazu Tanigaki (président du PLD, principal parti d'opposition après les élections législatives de 2009) de 2003 à 2006.
Onze des trente Premiers ministres qui se sont succédé sous le régime de la Constitution de 1947 ont été ministres du Trésor ou des Finances (ce qui en fait, à égalité avec celui du Commerce extérieur et de l'Industrie, le portefeuille ayant donné le plus de chefs de gouvernement durant cette période) : 
- Hayato Ikeda (de 1949 à 1952 et de 1956 à 1957, Premier ministre de 1960 à 1964) ;
- Eisaku Satō (de 1958 à 1960, Premier ministre de 1964 à 1972) ;
- Kakuei Tanaka (de 1962 à 1965 et en 1973 par intérim, Premier ministre de 1972 à 1974) ;
- Takeo Fukuda (de 1965 à 1966, de 1968 à 1971 et de 1973 à 1974, Premier ministre de 1976 à 1978) ;
- Masayoshi Ōhira (de 1974 à 1976, Premier ministre de 1978 à 1980) ;
- Noboru Takeshita (de 1979 à 1980, de 1982 à 1986 et en 1988 par intérim, Premier ministre de 1987 à 1989) ;
- Kiichi Miyazawa (de 1986 à 1988 et de 1998 à 2001, Premier ministre de 1991 à 1993) ;
- Tsutomu Hata (de 1991 à 1992, Premier ministre en 1994) ;
- Ryūtarō Hashimoto (de 1989 à 1991 et en 1998 par intérim, Premier ministre de 1996 à 1998) ;
- Naoto Kan (en 2010, Premier ministre de 2010 à 2011) ;
- Yoshihiko Noda (de 2010 à 2011, Premier ministre de 2011 à 2012).

Toutefois, après plusieurs scandales politico-financiers ayant déconsidéré l'administration du Trésor dans les années 1980 et 1990, elle a perdu plusieurs de ses anciennes prérogatives au profit d'autres organismes. Ainsi la Banque du Japon, de par la loi du 1er avril 1998, a acquis une indépendance théorique du gouvernement (quoique parfois remise en doute) sur le modèle de la Banque centrale européenne et est compétente, en plus d'émettre les pièces et billets de yens, pour mettre en place la politique monétaire, d'assurer la stabilité financière du système financier et de conduire la politique de taux de change. D'autre part, l'Agence des services financiers, organisation gouvernementale mise en place le 1er juillet 2000 et confiée à un ministre d'État membre du Cabinet (rarement voire jamais le ministre des Finances), supervise le système financier pour en assurer sa stabilité et tout particulièrement le secteur bancaire et de l'assurance, la sécurité des marchés et les échanges financiers.
Les principales missions et attributions du ministère des Finances concernent désormais :
- le budget de l'État japonais : avec sa planification, sa préparation et sa consolidation, de même que la mise en place, la gestion, l'organisation et la vérification de la bonne application de la comptabilité publique et de la trésorerie (avec le contrôle de l'émission et du règlement des obligations locales, la gestion du programme de prêts et d'investissements publics) ;
- la fiscalité : la planification, l'organisation et la gestion du système fiscal, de même que l'estimation des revenus fiscaux, mais aussi par ce biais le contrôle de l'industrie du tabac et du sel ;
- la dette publique : sa gestion et son remboursement, ainsi que des intérêts ;
- les douanes : la planification, la définition et la gestion des droits de douane, et donc des points qui y sont liés dans la négociation des traités internationaux, ainsi que la supervision générale des opérations douanières et la compilation de statistiques s'y afférant ;
- la politique monétaire : il s'agit juste de contrôler l'émission des pièces de monnaie ainsi que le fait d'« assurer une bonne gestion des opérations et l'organisation de la Banque du Japon » ;
- le marché des changes : il garde la main sur l'investigation, la planification et la préparation des décisions et positions officielles du pays concernant le marché des changes et le système monétaire international et leurs stabilités, d'où l'ajustement de la balance des paiements, la gestion du compte spécial du marché des changes, des affaires concernant les taux de change internationaux ;
- la coopération économique et l'aide au développement : la prise en charge (conjointement avec d'autres ministres, notamment des Affaires étrangères ou de l'Économie et du Commerce) des relations avec les organisations internationales liées au système financier et économique international (le Fonds monétaire international et la Banque mondiale), de même que le contrôle des prêts et investissements à l'étranger et la préparation et la gestion des aspects financiers de l'aide au développement.

## Administration interne

### Ministres, vice-ministres et secrétaires parlementaires
- Ministre (大臣, Daijin?) :

| Personnalité   | Parti | Faction | Diète        | Circonscription       |
| -------------- | ----- | ------- | ------------ | --------------------- |
| Katsunobu Katō | PLD   | Asō     | Représentant | Okayama (5e district) |

- 1ers vice-ministres (副大臣, Fuku-daijin?) :

| Personnalité       | Parti | Faction | Diète         | Circonscription         |
| ------------------ | ----- | ------- | ------------- | ----------------------- |
| Yūko Obuchi        | PLD   | Nukaga  | Représentante | Gunma (5e district)     |
| Shunichi Yamaguchi | PLD   | Asō     | Représentant  | Tokushima (2e district) |

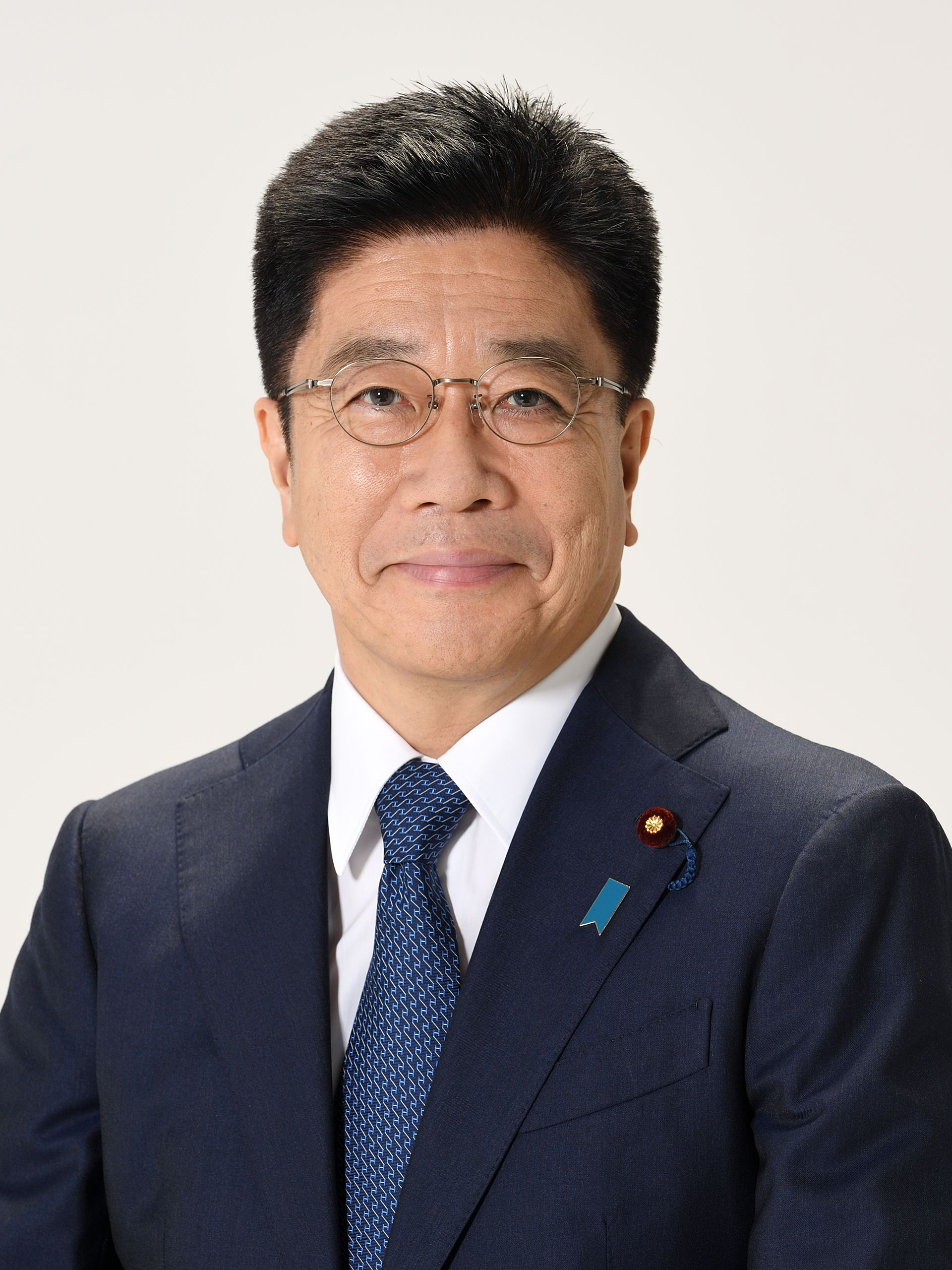
L'actuel ministre, Katsunobu Katō

- Secrétaires parlementaires (政務官, Seimukan?) :

| Personnalité    | Parti           | Faction | Diète        | Circonscription         |
| --------------- | --------------- | ------- | ------------ | ----------------------- |
| Yoshitaka Itō   | PLD             | Nikai   | Représentant | Hokkaidō (7e district)  |
| Yuzuru Takeuchi | Nouveau Kōmeitō | -       | Représentant | Kinki (proportionnelle) |

### Vice-ministre administratif
Le « vice-ministre administratif » (事務次官, Jimu-jikan) est au Japon le haut fonctionnaire placé au sommet hiérarchique de l'administration d'un ministère, juste après le ministre, les premiers vice-ministres et les secrétaires parlementaires qui sont eux des hommes politiques membres du gouvernement. Depuis la réforme de 1998, appliquée en 2001, il n'y en a plus qu'un par ministère. Le vice-ministre administratif assiste le ministre dans des domaines tels que maintenir l'ordre dans les affaires administratives du ministère ou superviser le travail des divisions, bureaux, institutions affiliées et bureaux locaux. Jusqu'en 2009, une conférence des vice-ministres administratifs (事務次官等会議, Jimu-jikan-tō kaigi) de chaque ministère se réunissait deux fois par semaine (le lundi et le jeudi), un jour avant un conseil des ministres, pour coordonner les dossiers à l'ordre du jour de ce dernier. Cette réunion, critiquée tout particulièrement par le PDJ et de manière générale par les membres de l'opposition au PLD comme l'un des principaux symboles de la trop forte place laissée aux hauts-fonctionnaires dans la direction de l'État au détriment des hommes politiques, a été supprimée dès l'arrivée au pouvoir des démocrates en septembre 2009. L'actuel vice-ministre administratif des Finances est, depuis le 30 juillet 2010, Eijirō Katsu (avant sa nomination à ce poste, il était directeur du Bureau du budget).

### Services administratifs
- Secrétariat du ministre (大臣官房, Daijin kanbō?)

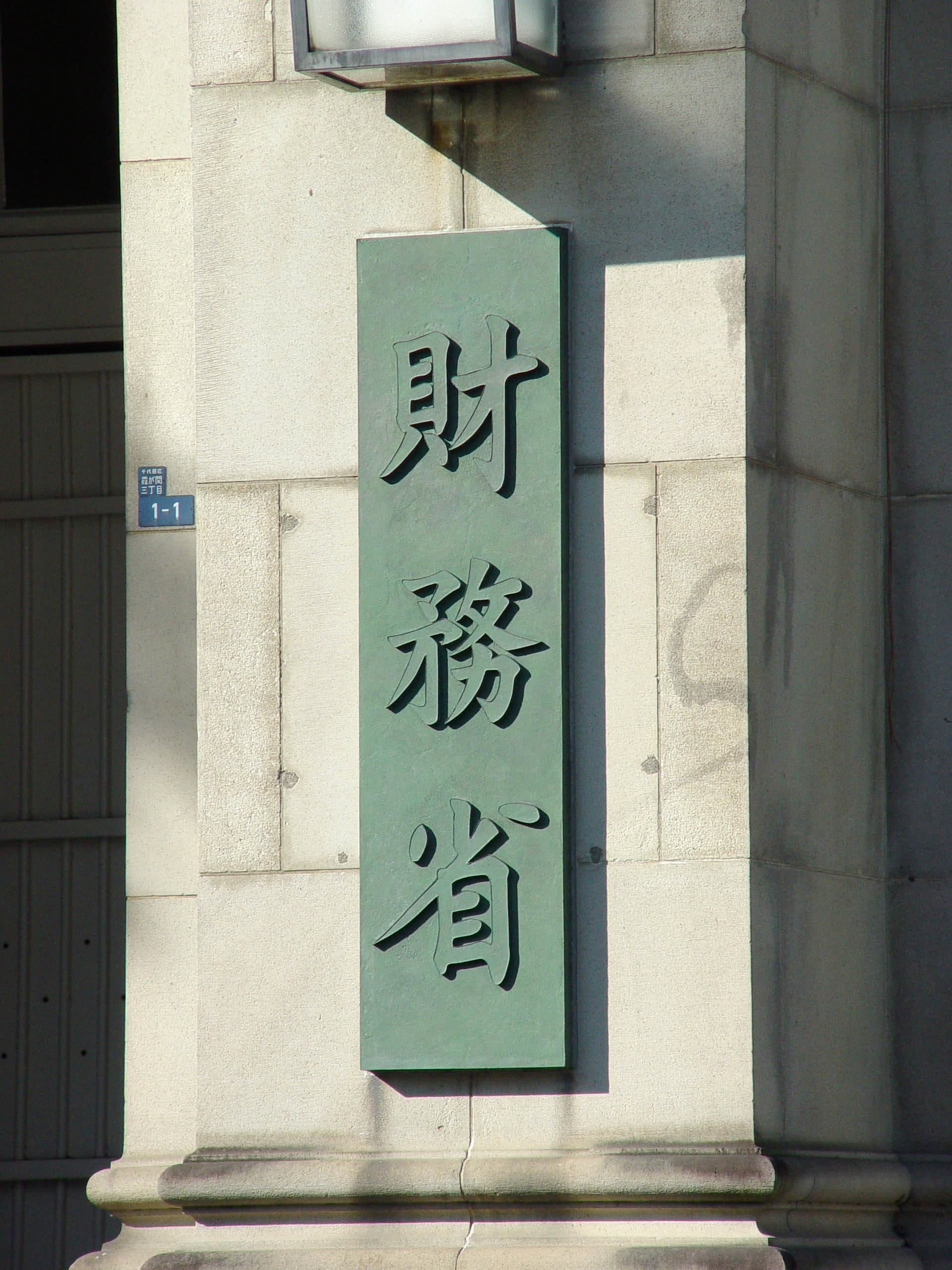
Plaque d'entrée du ministère

- Bureau du budget (主計局, Shukei kyoku?) : chargé du budget de l'État japonais, de sa préparation, de sa planification et de son application : 
  - Division des affaires générales (総務課, Sōmu ka?) : gestion des affaires administratives internes au bureau, récolte et gestion des données et informations statistiques liées au budget et à son évaluation,
  - Division de la Trésorerie (司計課, Shikei ka?) : gestion et contrôle des dépenses et des comptes publics,
  - Division juridique (法規課, Hōki ka?) : recherche et renseignement sur les aspects juridiques liés aux comptes publics et au budget,
  - Division de contrôle des allocations et de l'assurance mutuelle (給与共済課, Kyūyo Kyōsai ka?) : recherche et supervision du contrôle des allocations et de l'entraide (ou aide mutuelle),
  - Division de la recherche (調査課, Chōsa ka?) : recherche, réflexion et prospective concernant les affaires budgétaires,
  - Examinateurs du budget (主計官, Shukei kan?) : collège de hauts-fonctionnaires du ministère chargés du travail de contrôle et de préparation de l'élaboration du budget,
  - Inspecteur en chef du budget (主計監査官, Shukei kansakan?) : dirige l'équipe (composée de directeurs spécialisés dans les affaires juridiques, de trésorerie et dans les relations entre les divisions, et de plusieurs inspecteurs du budget) chargée de superviser l'application et de réaliser les audits du budget.
- Bureau de la Fiscalité (主税局, Shuzei kyoku?) : s'occupe du système fiscal, de sa planification, de son organisation, de sa gestion du système fiscal et de l'évaluation de ses résultats :
  - Division des affaires générales (総務課, Sōmu ka?) : gestion des affaires administratives internes au bureau, de ses relations publiques, de la coordination avec les politiques fiscales locales et de la recherche et de la collecte de données et informations sur les prélèvements obligatoires,
  - Division de la recherche (調査課, Chōsa ka?) : recherche, réflexion et prospective concernant la politique fiscale,
  - Première division fiscale (税制第一課, Zeisei dai-ichi-ka?) : s'occupe de la fiscalité directe (l'impôt sur le revenu et celui sur la propriété),
  - Deuxième division fiscale (税制第二課, Zeisei dai-ni-ka?) : s'occupe de la fiscalité indirecte (notamment de la taxe sur la consommation),
  - Troisième division fiscale (税制第三課, Zeisei dai-san-ka?) : s'occupe de l'impôt sur les sociétés,
  - Conseiller (参事官, Sanjikan?) : chargé de conseiller le ministre et la direction sur la politique fiscale internationale.
- Bureau des Douanes (関税局, Kanzei kyoku?) : planifie, définie, gère et supervise les droits de douane et les opérations douanières :
  - Division des affaires générales (総務課, Sōmu ka?) : gestion des affaires administratives internes au bureau, de la gestion de son matériel, notamment de son équipement en technologies de l'information, et de la collecte de données et informations liées au système des douanes,
  - Division de gestion du personnel (管理課, Kanri ka?) : gestion de carrière et des activités des douaniers et autres employés du bureau,
  - Division des tarifs douaniers (関税課, Kanzei ka?) : s'occupe de la gestion des tarifs, des aspects juridiques et des affaires liées aux recours commerciaux dans les négociations internationales, aux partenariats économiques, au contrôle des origines des produits et à la coopération technique,
  - Division de la surveillance (監視課, Kanshi ka?) : s'occupe de la gestion et de l'organisation de la surveillance et des contrôles douaniers,
  - Division des autorisations douanières (業務課, Gyōmu ka?) : s'occupe de la recherche, de l'évaluation et de la programmation des autorisations et opérations douanières, ainsi que des affaires liées aux droits de la propriété intellectuelle,
  - Division de la recherche (調査課, Chōsa ka?) : recherche, réflexion, renseignement, audit et prospective concernant les affaires douanières.
- Bureau financier (理財局, Rizai kyoku?) : chargé des affaires liées à la gestion de la trésorerie, de la dette, des obligations locales, l'émission de monnaie, le programme de prêts et d'investissements publics, le domaine public, les industries du tabac et du sel, et le contrôle de la gestion de la Banque du Japon :
  - Division des affaires générales (総務課, Sōmu ka?) : gestion des affaires administratives internes au bureau, de la collecte de données et informations concernant la trésorerie et aux affaires liées aux industries du tabac et du sel,
  - Division du Trésor public (国庫課, Kokko ka?) : gestion du trésor public et donc des ressources de l'État, ainsi que des affaires liées au système monétaire dépendant du ministère,
  - Division de la Gestion de la dette publique (国債企画課, Kokusai kikaku ka?),
  - Division des Marchés obligataires (国債業務課, Kokusai gyōmu ka?) : s'occupe de la gestion, contrôle et prise de renseignement des évolutions sur les marchés obligataires liées à sa dette publique,
  - Division du Programme de prêts et d'investissements publics (財政投融資総括課, Zaisei tōyūshi sōkatsu ka?) : s'occupe du programme national de prêts et d'investissements,
  - Division de la Gestion du domaine public (国有財産企画課, Kokuyū zaisan kikaku ka?),
  - Division de la Régulation du domaine public (国有財産調整課, Kokuyū zaisan chōsei ka?),
  - Division des Acquisitions et Consolidation du domaine public (国有財産業務課, Kokuyū zaisan gyōmu ka?),
  - Division de Contrôle (管理課, Kanri ka?) : s'occupe des enquêtes, inspections, audits et de la récolte et de la gestion des informations, recherches et renseignements concernant le prêt, l'investissement et le domaine public,
  - Directeur de la Planification financière (計画官, Keikakukan?) : supervise avec ses collaborateurs de l'affectation des prêts et des investissements publics, ainsi que des procédures judiciaires qui y sont liées.
- Bureau international (国際局, Kokusai kyoku?) : s'occupe des attributions du ministère liées au marché des changes et au système monétaire international ainsi qu'à la coopération économique et à l'aide au développement :
  - Division des affaires générales (総務課, Sōmu ka?) : gestion des affaires administratives internes au bureau,
  - Division de la recherche (調査課, Chōsa ka?) : s'occupe de la recherche, réflexion, renseignement, audit et collection d'information concernant le marché des changes, mais aussi de l'aspect juridique de ces questions,
  - Division des Organisations internationales (国際機構課, Kokusai kikō ka?) : s'occupe des relations avec les grands organismes internationaux économiques ou financiers, surtout le FMI et la Banque mondiale,
  - Division de la Coopération régionale (地域協力課, Chi'iki kyōryoku ka?) : s'occupe de la coopération financière avec les États et les institutions internationales de la région Asie-Pacifique,
  - Division du marché des changes (為替市場課, Kawase shijō ka?) : chargé de la gestion des réserves en devises étrangères et des négociations et affaires liées au marché des changes,
  - Division des politiques d'aide au développement (開発政策課, Kaihatsu seisaku ka?),
  - Division des agences d'aide au développement (開発機関課, Kaihatsu kikan ka?).

### Institutions affiliées ou Offices
Quatre « Institutions affiliées » ou « Offices » (施設等機関, Shisetsutō kikan) sont liées au ministère :
- Institut de recherche de politique financière (財務総合政策研究所, Zaimu sōgō seisaku kenkyūjo?) : études basiques et approfondies concernant les politiques placées sous la juridiction du ministère, ainsi que sur l'économie et les finances tant au Japon qu'à l'étranger,
- Centre de comptabilité (会計センター, Kaikei sentā?) : recherche concernant l'établissement des comptes publics de l'État par le biais du système de traitement électronique des informations et sa gestion,
- Laboratoire central des douanes (関税中央分析所, Kanzei chūō bunsekisho?) : laboratoire pour les analyses chimiques et autres opérations techniques nécessaires aux contrôles douaniers,
- Institut de formation des douanes (税関研修所, Zeikan kenshūjo?) : centre d'entrainement et de formation du personnel du ministère concernant l'administration des douanes.

### Organes indépendants

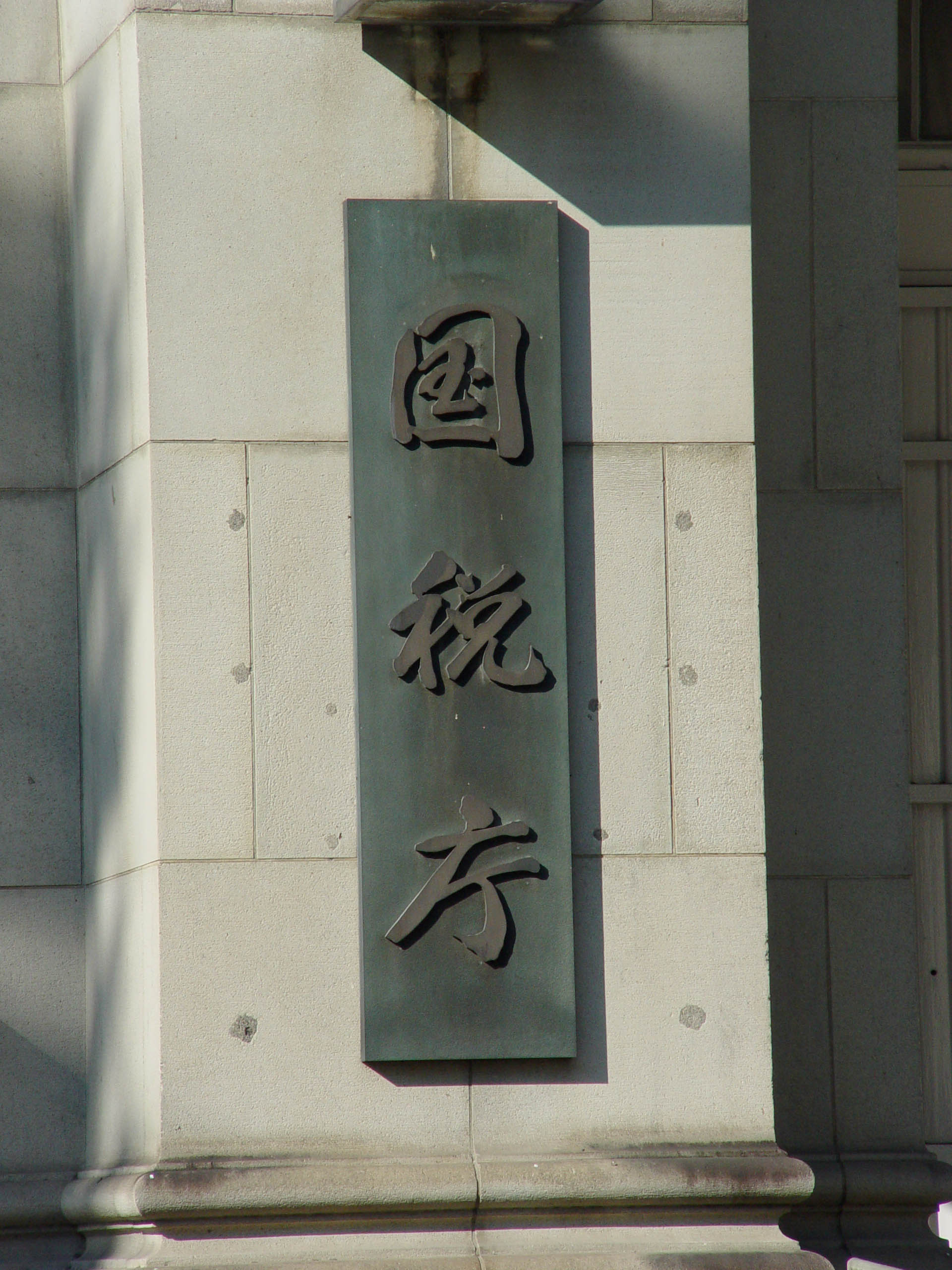
Plaque d'entrée de l'Agence nationale des impôts

Un « Bureau extérieur » ou « Organe indépendant » (外局, Gai kyoku) dépend du ministère : l'Agence nationale des impôts (国税庁, Kokuzeichō). Elle siège dans le même bâtiment que le ministère. Elle s'occupe tout particulièrement de l'évaluation et de la perception des prélèvements obligatoires nationaux, la gestion du système comptable certifié de la fiscalité publique ou encore de la délivrance de licences de fabrication et de vente d'alcool.

## Incidents
- Le 20 mai 2022, le vice-ministre adjoint chargé de la planification et de la coordination des politiques au ministère des Finances a été arrêté pour avoir, présument, agressé un passager dans le métro de Tokyo[4].